# NkNb 1–3
Die NkNb 1–3 waren Tenderlokomotiven der Vicinalbahn Nagy Kikinda–Nagy Becskerek (NkNb).

## Geschichte

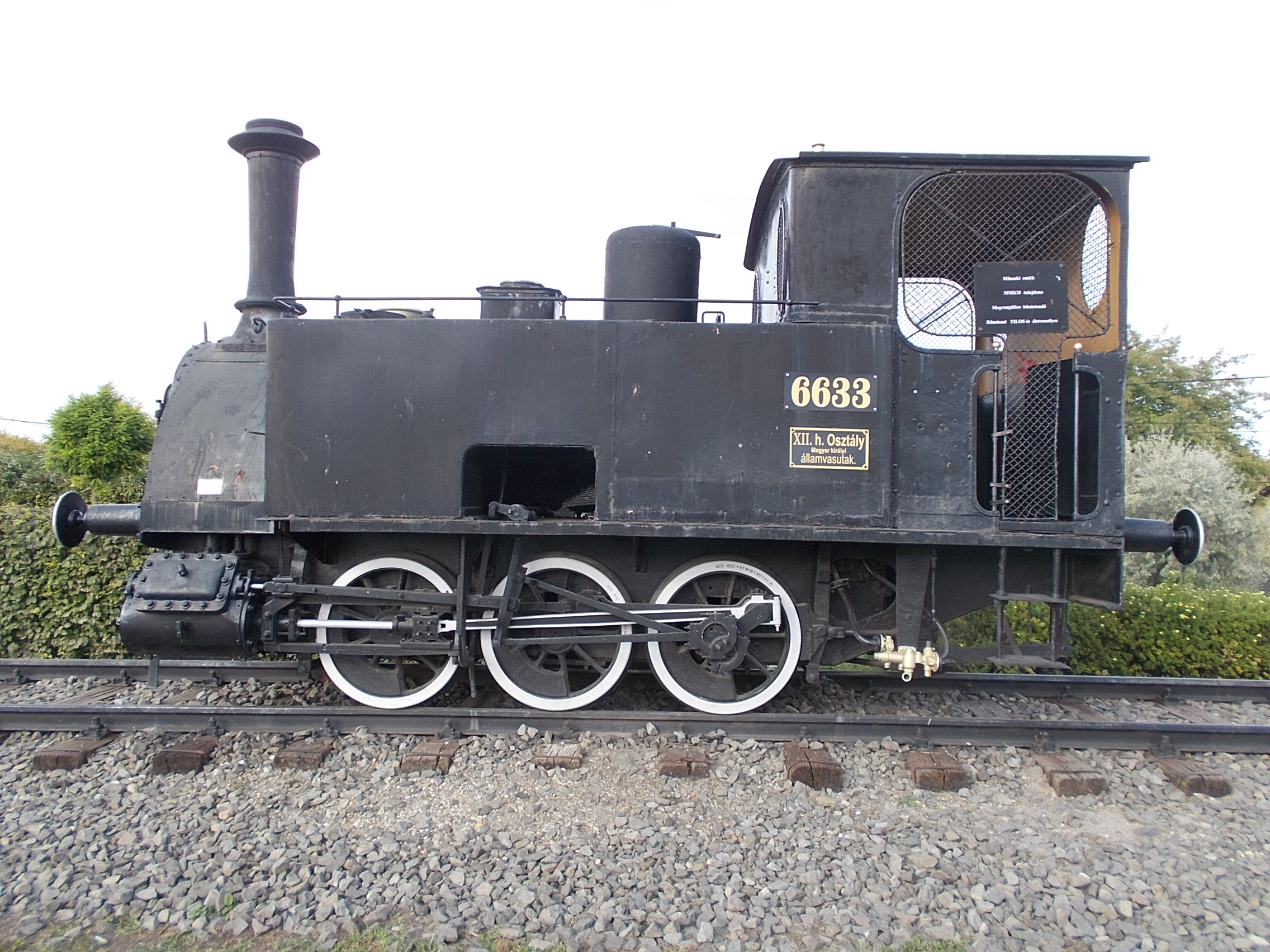
MÁV 381-001 in Gyál (2021)

Die kleinen Dampflokomotiven wurden 1882 von Krauss in München geliefert. Eine baugleiche Maschine wurde ebenfalls 1882 für die Königin Marienhütte als Nr. 3 hergestellt. Die Lokomotiven hatten herstellerüblich die Wasservorräte im Rahmen untergebracht. Aus Gewichtsgründen war die Rückwand des Stehkessels geneigt ausgeführt und kein Dom vorhanden. Die Sandbehälter waren unterhalb des Laufblechs untergebracht.
Im Zuge der Verstaatlichung kamen die NkNb-Maschinen zu den ungarischen Staatsbahnen MÁV, die sie als Kategorie XIIh mit den Betriebsnummern 6631–6633 einordneten.
1906 kam die ehemalige 6631 über die Baufirma Münz zu den Niederösterreichischen Landesbahnen (NÖLB), die ihr bis 1908 den Namen KORNEUBURG gaben. Die Reihenbezeichnung war 3, die Betriebsnummer 1.
Die NÖLB verkaufte die Maschine 1920. Die 6632 wurde 1905 an die Kohlengrube Zagoria verkauft. Die 6633 schließlich wurde 1911 noch zur MÁV 381,001 umgezeichnet. 1912 kam das Fahrzeug aber als Werkslok HUNGARIA zu den Chemischen Werken Budapest, 1968 ins Verkehrsmuseum Budapest, und 2015 ins Bahnhof Gyál felső.

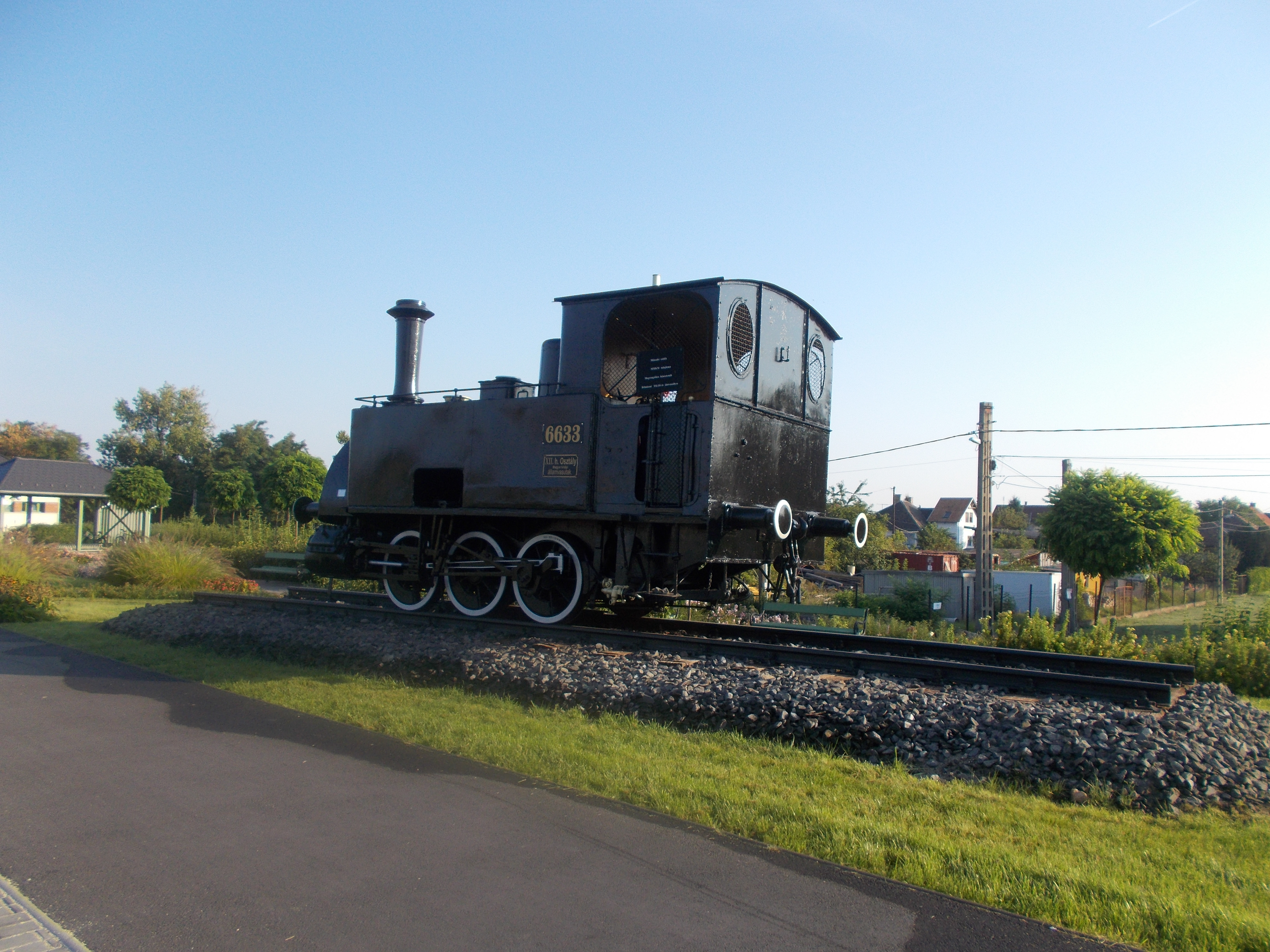
Bahnhof Gyál felső in Gyál